# فرخنده دمگاه‌گوگردی
فرخنده دمگاه‌گوگردی (نام علمی: Heterospingus rubrifrons) گونه‌ای از پرندگان از تیرهٔ فرخندگان (Thraupidae) است که در کاستاریکا و پاناما یافت می‌شود. زیستگاه طبیعی آن جنگلهای جلگه‌ای نمناک نیمه‌گرمسیری یا گرمسیری است.